# Delta Apodis
Delta Apodis (δ Aps / δ Apodis) är en dubbelstjärna i stjärnbilden Paradisfågeln. Delta1 Apodis är en röd jätte av spektralklass M5 IIIb och har en genomsnittlig skenbar magnitud på +4,76, som varierar från +4,66 till +4,87. Den klassificeras som en halvregelbunden variabel med pulsationer i flera perioder på 68,0, 94,9 och 101,7 dygn.  Den svagare stjärnan, Delta2 Apodis, är en orange jätte av spektralklass K3 III med magnituden +5,27. Med en vinkelseparation på 102,9 bågsekunder är Delta2 Apodis, en orange jätte av spektralklass K3 III med en skenbar magnitud av +5,27. 
Hipparcos-data anger avståndet till Delta1 Apodis till ca 760 ljusår, medan Delta2 Apodis befinner sig ca 610 ljusår från jorden. De kan bilda ett par med gemensam rörelse genom rymden.